# Allan Nilsson (1933–2015)
Allan Nilsson född 27 augusti 1933 i Säffle församling, Säffle, Värmlands län, död 18 mars 2015 i Åmåls distrikt, Åmål, Västra Götalands län, var en svensk målare och tecknare.
Nilsson var som konstnär autodidakt. Han har ställt ut separat i Åmål, Säffle, Sunne, Fagersta, Borås, Trollhättan, Göteborg, Uddevalla, Vänersborg, Kungälv, Lidköping, Skara, Skövde och på Dalslands museum. Han har medverkat i samlingsutställningar på Värmlands museum, höst och sommarsalongerna i Dalslands Konstförenings regi sedan 1966, Dalslands Konstförenings jubileumsutställningar på Liljevalchs konsthall i Stockholm 1975 och på Göteborgs konsthall 1985.
Han har tilldelats Dalslands Konstförenings konstnärsstipendium 1980 och 1992, Älvsborgs läns landstings kulturstipendium 1985 samt Åmåls kommuns kulturstipendium 1985. 
Bland hans offentliga arbeten märks en akrylmålning i entrén till ett av bostadshusen i kvarteret Kyrkberget i Åmål 1991.
Hans konst består av abstrakta målningar och teckningar.
Nilsson är representerad vid Dalslands konstmuseum, Västra Götalandsregionen, Värmlands, Älvsborgs, Skaraborgs, Göteborg och Bohus läns landsting och Göteborgs kommuns samling.